# メディカルリソース
株式会社メディカルリソースは、東京都港区に本社を置き、医師・薬剤師・看護師・登録販売者の転職支援、人材派遣、求人情報などを手掛ける、医療現場に従事する人材のコンサルティング会社である。調剤薬局チェーンである日本調剤のグループ企業。

## 概要
2000年2月、薬剤師の人材派遣、人材紹介会社として日本調剤ファルマスタッフが設立。2008年7月、株式会社メディカルリソースへ社名変更。
2008年薬剤師を目指す薬学生のための就活応援サービス「ROOKIE'S」を提供開始。遠方や都合のつかない方を除き求職者と面談を行い、希望する就職条件を元にカウンセリングを実施。条件に適った薬局・病院・企業等を紹介。
2009年7月に医師コンサルタント事業部を立ち上げ、医師の人材コンサルティングを開始する。同年10月に医師の人材紹介サイト「ドクタービジョン」を運営開始。
2017年1月より、研修認定薬剤師の受講単位申請に対応したeラーニング教材「JPラーニング」を提供開始。親会社の調剤薬局チェーン企業「日本調剤」のノウハウを活かした各種教育サービスの提供も行う。
2011年1月に自社薬剤師求人検索サイトを「ファルマスタッフ」へ名称変更。
2019年8月に看護師の求人・転職情報サイト「ナースステップ」を開設。
2020年3月に登録販売者の求人・転職情報サイト「チアジョブ登販」を開設。
2022年2月、産業医の紹介事業を行う「WORKERS DOCTORS」と合併。

## 運営サイト
- ファルマスタッフ：薬剤師の求人検索サイト
- ドクタービジョン：医師の求人検索サイト
- ナースステップ：看護師の転職支援サイト
- チアジョブ登販：登録販売者の求人検索サイト
- WORKERS DOCTORS：産業医の登録・紹介サイト

## 関連会社
- 日本調剤
- 日本ジェネリック
- 長生堂製薬
- 日本医薬総合研究所